# Arbutoideae
Arbutoideae Nied., 1889 è una sottofamiglia di piante della famiglia delle Ericacee.

## Distribuzione e habitat
L'areale della sottofamiglia si estende nelle regioni a clima mediterraneo dell'emisfero settentrionale (Nord America, Europa, Nord Africa, Medio Oriente).

## Tassonomia
La sottofamiglia comprende i seguenti generi:
- Arbutus L.
- Arctostaphylos Adans.
- Arctous Nied.
- Comarostaphylis Zucc.
- Ornithostaphylos Small
- Xylococcus Nutt.